# محمد خالدی
محمد خالدی (انگلیسی: Mohamed Khalladi؛ زادهٔ ۲۳ مارس ۱۹۴۲) بازیکن هندبال اهل تونس بود.